# Bandera Laser Kiwi
La bandera Laser Kiwi, originalment titulada Fire the Lazar, mostra un camp negre amb una falguera de Nova Zelanda (Dicksonia squarrosa) en color blanc i un kiwi de color marró disparant un raig làser verd des dels seus ulls. Va ser dissenyada l'any 2015 per Lucy Gray com una proposta de nova bandera neozelandesa en els referèndums de la bandera de Nova Zelanda 2015-2016 i manté les proporcions 1:2 de la bandera actual neozelandesa. Des de llavors, s'ha convertit en un fenomen a les xarxes socials que ha creat un interès per la bandera.

## Rerefons
La bandera Laser Kiwi va ser creada per Lucy Gray el 2015, una antiga candidata del Partit ACT Nova Zelanda, com a proposta de bandera per Nova Zelanda. Va fer el disseny de la bandera amb el programa Microsoft Paint durant una nit. Inspirada pels molts "animals mortals" d'Austràlia, va agafar una icona de kiwi i la va convertir en un animal mortal. Quan les quatre opcions inicials escollides van ser publicades per a la primera etapa dels referèndums de la bandera neozelandesa, Gray va declarar que no estava "inspirada" pels dissenys, ja que "no tenien gaire significat" per a ella.
Durant els referèndums, la bandera Laser Kiwi es va convertir en un gran fenomen a les xarxes socials i va ser utilitzada per còmics en esquetxos, com John Oliver, parlant sobre el referèndum de la bandera i de Nova Zelanda en general. La bandera mostra una falguera de Nova Zelanda (Dicksonia squarrosa) i un kiwi disparant un raig làser verd des dels seus ulls. La descripció de la bandera era que "el raig làser projecta una imatge poderosa de Nova Zelanda. Crec que el meu disseny és tan potent que no cal discutir-ho". Els còmics sovint feien broma que si la bandera es convertís en la bandera oficial de Nova Zelanda, causaria "por" als enemics de Nova Zelanda.

## Popularitat postreferèndum
Un cop fet el referèndum, la popularitat de la bandera va tenir un "repunt" ja que es va fer àmpliament disponible com a producte de consum, i sovint es veu en esdeveniments com ara esports o concerts a Nova Zelanda i fora del país. Durant la invasió russa d'Ucraïna, els soldats voluntaris de Nova Zelanda van utilitzar la bandera Laser Kiwi com a símbol.
Al concurs per al redisseny de la bandera de l'estat nord-americà de Minnesota de l'octubre de 2023 es van presentar dissenys similars, un d'ells mostrava una calàbria amb ulls làser disparant contra un peix.